# どこまで行けるかな? LET'S GET A MOTERCYCLE LICENSE!
『どこまで行けるかな? LET'S GET A MOTERCYCLE LICENSE!』（どこまでいけるかな? レッツ ゲット ア モーターサイクル ライセンス!）は、藤末さくらによる日本の漫画作品。『BE・LOVE』（講談社）にて2011年4〜10、13〜19、21〜24、2012年1〜2の各号に連載されていた。単行本は全1巻。
著者である藤末さくら本人が普通自動二輪免許（中型）を取得するまでのおかしくも苦難の道を描き、ライダーになりたいと思いながらも男性からの印象を気にしたり、家事・育児・仕事、家族の理解が得られない等諸般の事情で二輪免許取得を諦めている世の女性達に向けたエッセイコミックである。

## あらすじ
ある日自宅に遊びに来ていた著者の娘の友達を車で送り届けた時に、たまたま小柄な自分にでも乗れそうなバイクを見つけ、インターネットで女性ライダーについて調べているうちに、過去に二輪免許を取ろうと思ったものの一度は諦めていた二輪免許取得の夢が再び湧き上がり、漫画の連載上がりのオフの期間（2010年6月下旬より約1ヶ月で）に取得をしようと教習所へ通うことになる。

## 登場人物
藤末 さくら（ふじすえ さくら）
本作の著者にして主人公。年齢30歳代。身長150センチ（実際は149.8センチ）、運動不足に加え運動音痴で、（漫画家であるが故の）日光不足の超インドア派（1日平均240歩しか歩かない）、最近は一升瓶しか重い物を持っていない…と一見およそバイクとは縁遠い生活環境であるが、前述のように一念発起して普通自動二輪免許（中型）を取得しようと自動車教習所に通うことになるが身長が低いため、教習用の400cc（ホンダのCB400）のバイクに跨ったときには足が地面に着かない、約200キロのバイクの引き回しやバイク起こしに一苦労するなど悪戦苦闘することになる、その顕著な例として教習初日にいきなりCB400をコカし小型自動二輪免許用の教習バイクホンダのCB125で（ある意味屈辱的な）教習を受ける羽目になるなど小柄で非力な女性ならではの苦労をすることになる。ちなみに普通自動車免許（MT）は18歳時にすでに取得していたので、学科は免除されている。
当初は約1ヶ月で免許取得を目論んでいたが、仕事のスケジュールの関係で取得に結局約2ヶ月かかった。
免許取得後の愛車はカワサキのエストレヤ（ESTRELLA）250ccである。
Y氏（わいし）
著者の夫。身長は180センチ。普通自動車免許（MT）と大型自動二輪免許を保持しており、著者も10年前以上昔の恋人時代に本人のバイクにタンデムで相乗りしていた事がある（当時の所持バイクはヤマハのXJR1200）。現在は8年前にバイクを盗まれて以来バイクはバイクでも自転車のロードバイクに乗っている。結婚前に一度は著者から「バイクの免許を取ろうかな」と相談された時に一言「無理!」と一蹴するが、今回はどうせ教習所通いが続かないだろうという思いから「まあ やってみれば」、「やる気さえあれば取れるでしょ」とあっさりOKを出す。
著者が免許取得後には再びバイク熱がよみがえり、著者と共にバイクショップにバイクを購入しに行く。
藤末 さくらの娘たち（ふじすえ さくらのむすめたち）
長女は中学1年、次女は小学2年。母の二輪免許取得には暴走族などにはほとんど無縁な現代っ子らしく何かの習い事でもしているのだろうぐらいの認識しかない。著者がバイク購入後には著者とタンデムしたがるようになるが、免許取得後1年間は法律でタンデムが出来ないので夫であるY氏のバイクでしかタンデムが出来ず、2人いる娘のうち1人はあぶれてしまうことになる。
教習所の教官達（きょうしゅうじょのきょうかんたち）
童顔、既婚のA先生（推定年齢30歳）、柔軟な教え方のM先生、ベテランのバイク教官でスパルタのB先生（推定年齢著者より年長）、イケメンのI先生、臨時教官で熱血のN先生と多彩な顔ぶれである。

## 書誌情報
- 藤末さくら 『どこまで行けるかな? LET'S GET A MOTERCYCLE LICENSE!』 2012年8月10日発売、ISBN 978-4-06-337757-6